# Cornelis van Poelenburch
Cornelis van Poelenburch, o Poelenburgh (Utrecht, 21 gennaio 1590 o 1594 o 1595 – Utrecht, 12 agosto 1667), è stato un pittore olandese del secolo d'oro.

## Biografia

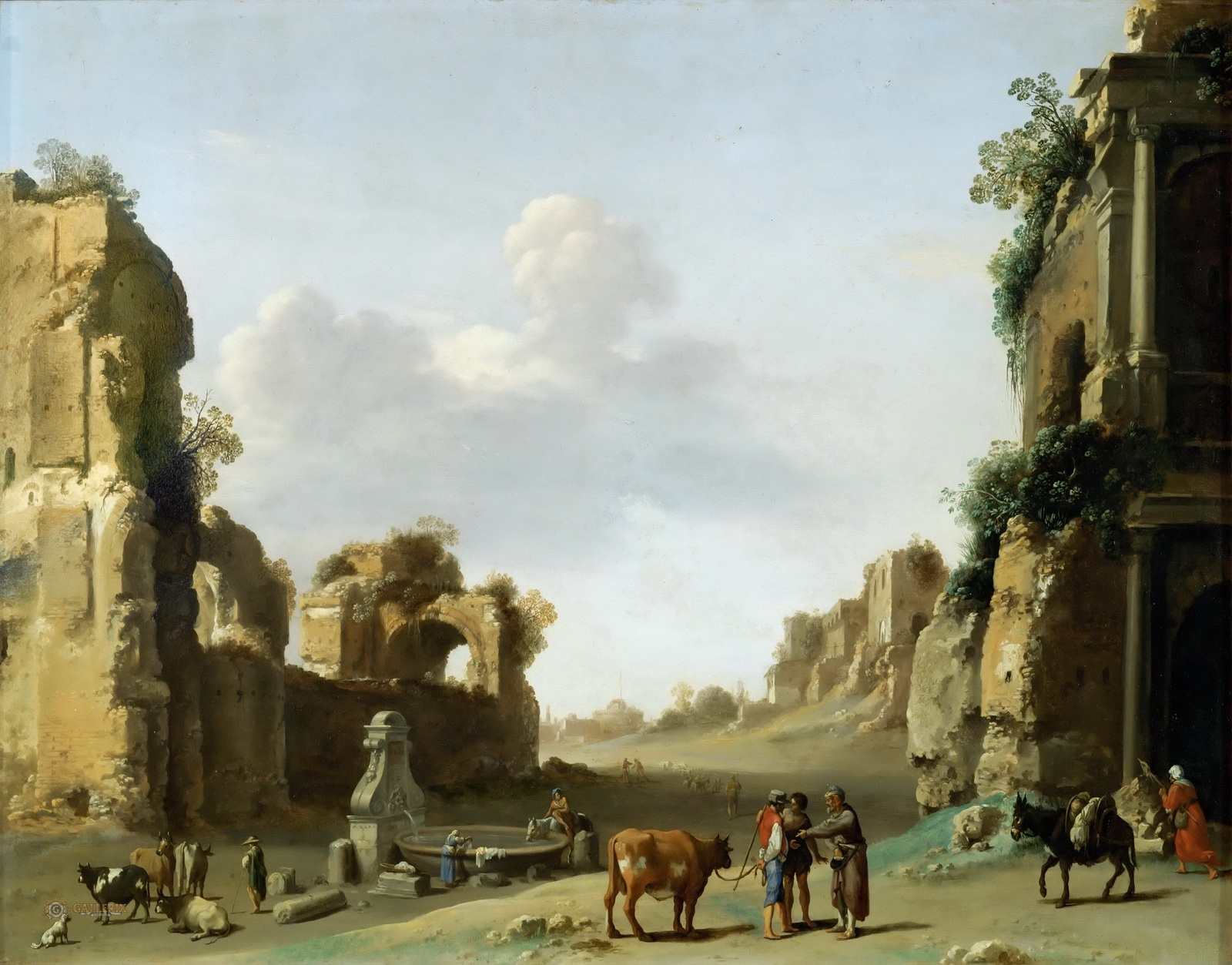
Veduta di campo Vaccino (ca. 1620)

Fu allievo di Abraham Bloemaert e successivamente studiò a lungo a Roma, dove rimase dal 1617 al 1625 e Firenze. Eccelleva in particolare nel dipingere piccole figure, nudi, paesaggi con rovine di stile italianeggiante su rame o pannelli, talvolta con scene mitologiche o bibliche, talvolta in ambientazione contemporanea.
Fu uno dei più importanti rappresentanti della prima generazione dei pittori Dutch Italianates ed uno dei fondatori della Schildersbent.
Le sue opere giovanili hanno uno stile così simile a quello di Bartholomeus Breenbergh da essere spesso di difficile attribuzione.
Dopo il suo ritorno ad Utrecht, divenne un pittore di grande successo. Fece da guida a Peter Paul Rubens, quando questi visitò Utrecht nel 1627; era famoso negli ambienti aristocratici e persino reali.
Nel 1637 si recò in Inghilterra, dove rimase per quattro anni dipingendo per re Carlo I.
Ritornò poi ad Utrecht, dove morì nel 1667.
Tra i suoi mecenati, oltre a Carlo I, vi furono Cosimo II de' Medici, Granduca di Toscana, Federico V Elettore Palatino, il Principe Federico Enrico d'Orange e il collezionista di Utrecht, Willem Vincent, Barone van Wittenhorst (m. 1674), che fu il suo più importante protettore.
Collaborò con Bartholomeus van Bassen, Jan Both, nei cui paesaggi dipingeva le figure, Alexander Keirinckx, Herman Saftleven II e Jan Philips van Thielen.
I suoi più famosi allievi furono Dirck van der Lisse, François Verwilt, Daniel Vertangen, Warnard van Rysen, Jan van Haensbergen e il cugino Willem van Steenree, probabilmente un parente della moglie di van Poelenburch, Jacomina van Steenree.
Fra gli artisti che si ispirarono allo stile ed ai soggetti dipinti da van Poelenburch vi furono Cornelis Willaerts, Jan Linsen, Toussaint Gelton, Claes Tol, Gerrit van Bronckhorst, Gerard Hoet.
Cornelis van Poelenburch fu influenzato dalle opere di Adam Elsheimer e di Paul Brill.

## Opere

### Dipinti
- Mercurio ed Erse, olio su tavola, 1620 circa, 18 x 27 cm, Mauritshuis, L'Aia
- Rovine romane, olio su rame, 1620 circa, 23 x 31 cm, Galleria Palatina, Firenze
- Rovine dell'antica Roma, olio su rame, 1620 circa, 44 x 57 cm, Museo del Louvre, Parigi
- Veduta di Campo Vaccino, olio su rame, 1620 circa, 40 x 55 cm, Museo del Louvre, Parigi
- Satiri danzanti, olio su rame, 1621 circa, 45 x 63 cm, Galleria Palatina, Firenze
- Ninfe e satiri all'ingresso di una grotta, olio su tavola, diametro 27 cm, 1624-1630, Museo del Louvre, Parigi
- I figli di Federico V Elettore Palatino e re di Boemia, olio su tavola, 37,9 x 65,3 cm, 1628, Museo di belle arti, Budapest
- Amarilli dà a Mirtillo la ricompensa, olio su tela, 115 x 146 cm, 1635 circa, Staatliche Museen, Berlino
- Riposo durante la fuga in Egitto, olio su rame, 1640 circa, 34 x 44 cm, Fogg Art Museum, Cambridge
- Paesaggio con ninfe, olio su tavola, 22 x 29 cm, 1650 circa, Wallraf-Richartz Museum, Colonia
- Il ritrovamento di Mosè, olio su tavola, 19 x 25 cm, collezione privata
- Paesaggio italiano con figure danzanti, olio su tavola, 37 x 48 cm, collezione privata
- Paesaggio con Diana e Callisto, olio su tavola, 54 x 82 cm, Museo dell'Ermitage, San Pietroburgo
- Ritratto di giovane donna come Flora, olio su tavola, 12 x 10 cm, collezione privata
- Ritratto di giovane donna, olio su tavola, 21 x 17 cm, Alte Pinakothek, Monaco di Baviera
- Giuseppe venduto come schiavo, olio su rame, 34,7 x 45,3 cm[7]

### Disegni
- Figure sotto le arcate di una rovina classica, penna e pennello in marron su gesso nero, 427 x 385 mm, 1620-1625, Rijksmuseum, Amsterdam